# مارينا فرنانديز
مارينا فرنانديز (11 مايو 1996 بسانت جوليا دي لوريا في أندورا - ) هي لاعبة كرة قدم أندورية في مركز الوسط. شاركت مع منتخب أندورا لكرة القدم للسيدات.

## وصلات خارجية
- مارينا فرنانديز على موقع الاتحاد الأوربي (الإنجليزية)
- مارينا فرنانديز على موقع قاعدة بيانات كرة القدم.إي يو (الإنجليزية)
- مارينا فرنانديز على موقع Soccerway.com (الإنجليزية)